# Друскининский район
Друскининский район (лит. Druskininkų rajonas) — административно-территориальная единица в составе Литовской ССР, существовавшая в 1950—1955 годах. Центр — город Друскининкай.
Друскининский район был образован в составе Вильнюсской области Литовской ССР 20 июля 1950 года. В его состав вошли 22 сельсовета Варенского уезда.
28 мая 1953 года в связи с ликвидацией Вильнюсской области Друскининский район перешёл в прямое подчинение Литовской ССР.
1 июля 1955 года Друскининский район был упразднён, а его территория разделена между Алитусским (1 сельсовет), Варенским (6 сельсоветов) и Вейсейским (2 сельсовета) районами.